# 임선우 (발레리노)
임선우(1999년 12월 11일 ~ )는 대한민국의 발레리노이다.

## 주요 이력
- 2010년 《빌리 엘리어트》로 뮤지컬 배우 데뷔
- 2018년 유니버설 발레단 입단

## 학력
- 서울인헌초등학교 (졸업)
- 선화예술중학교 (졸업)
- 선화예술고등학교 (졸업)

## 출연작

### 뮤지컬
- 2010년 - 《빌리 엘리어트》